# 貝西爾
在托爾金的作品《精靈寶鑽》裡，貝西爾（Brethil）森林是叢生在多索尼安（Dorthonion）邊界的一片森林，這裡大概是多瑞亞斯（Doriath）。
哈拉丁族（House of Haleth）居住在蓋林河（Gelion）以東後，繼而移居到貝西爾。部分登丹人（Drúedain）也居住在這裡。
貝西爾的主要特徵是阿蒙歐貝爾（Amon Obel）山丘，山上有伊菲爾布蘭達（Ephel Brandir），是哈拉丁（Haladin）家族的聚居地。
泰格林河（Taeglin）流經貝西爾森林。